# Michael Bailey Smith
Michael Bailey Smith (Alpena, 2 de novembro de 1957) é um ator estadunidense e ex-fisiculturista.

## Filmografia parcial
- 2011 - House MD
- 2010 - A Corrente do Mal (Chain Letter)
- 2007 - O Retorno dos Malditos (The Hills Have Eyes II)
- 2006 - Viagem Maldita (The Hills Have Eyes)
- 2006 - Spymate - O Agente Animal (Spymate)
- 2005 - O Desconhecido (The Unknown)
- 2005 - The O.C. - Joe
- 2003 - Hell (In Hell)
- 2003 - Monster Man
- 2002 - O Imbatível (Undisputed)
- 2002 - Mestre do Disfarce (The Master of Disguise)
- 2002 - Homens de Preto 2 (Men in Black II)
- 2001 - Ricos, Bonitos e Infiéis (Town & Country)
- 1995 - Cyborg 3 - A Criação (Cyborg 3: The Recycler)
- 1995 - Best of the Best 3 - Sem Retorno (Best of the Best 3: No Turning Back)
- 1994 - O Quarteto Fantástico (The Fantastic Four)
- 1992 - C.i.a. - Operação Alexa / Agente Especial (CIA Code Name: Alexa)
- 1989 - A Hora do Pesadelo 5 - O Maior Horror de Freddy (A Nightmare on Elm Street 5: The Dream Child)